# آبشار هوگناکال
آبشار هوگناکال (به انگلیسی: Hogenakkal Falls) آبشاری است که در تامیل نادو، هند واقع شده و ارتفاع کلی ریزشگاه آن ۲۰ متر است.